# 特瓦爾多古拉
特瓦爾多古拉（波蘭語：Twardogóra）是波蘭的城鎮，位於該國西南部，距離首府弗罗茨瓦夫40公里，由下西里西亞省負責管轄，面積8.29平方公里，鎮上的城堡建於十四世紀，2006年人口6,866。

## 外部連結
- Official website （页面存档备份，存于）
- Old postcard of Festenberg （页面存档备份，存于）
- Jewish Community in Twardogóra （页面存档备份，存于） on Virtual Shtetl

51°21′53″N 17°28′11″E / 51.36472°N 17.46972°E